# Льдов, Константин Николаевич
Константи́н Николаевич Льдов (настоящее имя Вито́льд-Константи́н Никола́евич Розенблю́м; 1 мая 1862 — 3 февраля 1937, Брюссель) — русский поэт и писатель «серебряного века».

## Биография
Родился 1 мая 1862 года в семье доктора медицины. Еврей по происхождению, родившийся в христианстве. Окончив в Петербурге гимназию, начал жить самостоятельно. Он не продолжал обучение, а отдался писательству, к которому влекло его с самого детства.
Печатался с конца 1870-х годов (псевдонимы В. Розов, Р. Снежков и др.) как автор юмористических стихов и назидательной поэзии для детей (журналы «Будильник», «Осколки», «Стрекоза» и т. п.). После 1888 г., под воздействием поэзии Константина Фофанова и критики и эссеистики Акима Волынского, выступал больше с лирическими стихами предсимволистского характера.
По воспоминаниям Владимира Приходько:

Смолоду жил самостоятельно, не получал помощи от отца. Перебивался случайными заработками. Не заботился ни о еде, ни о новом костюме. Только об одной поэзии думал, только ей хотел служить. Печататься начал очень рано: с шестнадцати лет.
Обычно поэты жаждут славы. Стремятся быть в центре внимания. Без конца рассказывают о себе. Льдов — образчик скромности. Никому не давал интервью. И даже просил журналистов не писать о нём никогда. Возможно, был разочарован своей жизнью.

В конце 1890-х годов активный участник «пятниц» К. К. Случевского.
В 1915 году уехал из России и больше не вернулся; жил во Франции и Бельгии.
Переводил с немецкого и польского языков, в том числе тексты комиксов Вильгельма Буша (Макс и Мориц). Опубликовал в Брюсселе книги о русских поэтах XIX века.

## Творчество
Автор сборников «Стихотворения» (1890), «Памяти Лермонтова» (1891), «Отзвуки души» (1899), романа «Лицедеи» (1892), поэтического сборника в прозе «Без размера и созвучий» (1911) и других произведений. Стоит отметить лирический цикл, посвященный А. М. Микешиной-Баумгартен.

Приобрел известность как талантливый лирик, вдумчивый и искренний, нередко тяготеющий к символизму тютчевского характера. У Р[оземблюма] прекрасная форма, богатые рифмы, красивые образы, живое и чуткое понимание природы. Советуя поэту быть вольным и пытливым, он говорит: «Ищи небесного пути, но трепет сердца воплоти в такие светлые черты, чтоб в них сквозили Бог и ты». Этими стихами определяется характер поэзии и самого Р., откликавшегося, однако, и на современные события и вопросы. Юмористические пьесы Р. подписаны псевдонимом Птичка-невеличка. Множество стихотворений его, для детей и юношества, помещено в «Задушевном Слове» под разными псевдонимами (В. Розов, Р. Снежков и друг.).
— ЭСБЕ